# Piero Pastore
Piero Pastore (3. duben 1903, Padova Italské království – 8. leden 1968, Řím Itálie) byl italský fotbalový útočník. Po fotbalové kariéře se věnoval herectví.
Fotbalovou kariéru začal v rodném městě Padova v místním klubu. V roce 1923 přestoupil do Juventusu, kde získal svůj jediný titul v lize a to v sezoně 1925/26. poté hrál ještě za Milán, Lazio, Perugii a v roce 1936 ukončil kariéru v Římě.
Za reprezentaci nehrál žádné utkání. Vlastní bronzovou medaili z OH 1928 kde byl nominován.
Herectví se začal věnovat již v roce 1933. Poslední film byl z roku 1966. Za tu dobu natočil asi 80 filmů. Hrál ve filmu Prázdniny v Římě z roku 1953.

## Hráčská statistika
| Sezóna  | Klub     | Liga      | Liga   | Liga | Ligové poháry | Ligové poháry | Ligové poháry | Kontinentální poháry | Kontinentální poháry | Kontinentální poháry | Celkem | Celkem |
| Sezóna  | Klub     | Soutěž    | Zápasy | Góly | Soutěž        | Zápasy        | Góly          | Soutěž               | Zápasy               | Góly                 | Zápasy | Góly   |
| ------- | -------- | --------- | ------ | ---- | ------------- | ------------- | ------------- | -------------------- | -------------------- | -------------------- | ------ | ------ |
| 1920/21 | Padova   | 1. Divize | ?      | ?    | -             | 0             | 0             | -                    | 0                    | 0                    | ?      | ?      |
| 1921/22 | Padova   | 1. Divize | 3      | 0    | -             | 0             | 0             | -                    | 0                    | 0                    | 3      | 0      |
| 1922/23 | Padova   | 1. Divize | 5      | 3    | -             | 0             | 0             | -                    | 0                    | 0                    | 5      | 3      |
| 1923/24 | Juventus | 1. Divize | 15     | 5    | -             | 0             | 0             | -                    | 0                    | 0                    | 15     | 5      |
| 1924/25 | Juventus | 1. Divize | 10     | 6    | -             | 0             | 0             | -                    | 0                    | 0                    | 10     | 6      |
| 1925/26 | Juventus | 1. Divize | 20     | 26   | -             | 0             | 0             | -                    | 0                    | 0                    | 20     | 26     |
| 1926/27 | Juventus | 1. Divize | 19     | 14   | IP            | ?             | ?             | -                    | 0                    | 0                    | 19+    | 14+    |
| 1927/28 | Milán    | 1. Divize | 31     | 13   | -             | 0             | 0             | -                    | 0                    | 0                    | 31     | 13     |
| 1928/29 | Milán    | 1. Divize | 29     | 27   | -             | 0             | 0             | -                    | 0                    | 0                    | 29     | 27     |
| 1929/30 | Lazio    | Serie A   | 28     | 10   | -             | 0             | 0             | -                    | 0                    | 0                    | 28     | 10     |
| 1930/31 | Lazio    | Serie A   | 29     | 13   | -             | 0             | 0             | -                    | 0                    | 0                    | 29     | 13     |
| 1931/32 | Milán    | Serie A   | 30     | 13   | -             | 0             | 0             | -                    | 0                    | 0                    | 30     | 13     |
| 1932/33 | Lazio    | Serie A   | 12     | 5    | -             | 0             | 0             | -                    | 0                    | 0                    | 12     | 5      |
| 1933/34 | Lazio    | Serie A   | 6      | 3    | -             | 0             | 0             | -                    | 0                    | 0                    | 6      | 3      |
| 1934/35 | Perugia  | Serie B   | ?      | ?    | -             | 0             | 0             | -                    | 0                    | 0                    | ?      | ?      |
| 1935/36 | Řím      | Serie A   | 4      | 1    | -             | 0             | 0             | Stř.P                | ?                    | ?                    | 4+     | 1+     |
| Celkem  | Celkem   | Celkem    | 241+   | 139+ | -             | ?             | ?             | -                    | ?                    | ?                    | 241+   | 139+   |

## Hráčské úspěchy

### Klubové
- 1× vítěz italské ligy (1925/26)

### Reprezentační
- 1x na OH (1928 – bronz)